# Grossmann (strzelec)
Grossmann lub Gassmann – nieznany z imienia niemiecki strzelec, wicemistrz świata.

## Kariera
Był związany z miastem Chemnitz.
Podczas swojej kariery Grossmann raz stanął na podium mistrzostw świata. Został drużynowym wicemistrzem świata w pistolecie dowolnym z 50 m na turnieju w 1911 roku (skład zespołu: Eduard Ehricht, Richard Fischer, Grossmann, Eduard Schmeisser, Joachim Vogel).

## Medale mistrzostw świata
Opracowano na podstawie materiałów źródłowych:
| Mistrzostwa | Konkurencja                       | Wynik             | Miejsce |
| ----------- | --------------------------------- | ----------------- | ------- |
| Rzym 1911   | Pistolet dowolny, 50 m, drużynowo | 2456 pkt. (druż.) |         |